# Playboy: 50 lat z Playmates
Playboy: 50 lat z Playmates – amerykański film erotyczno-dokumentalny z roku 2004.

## Obsada
- Pamela Anderson – ona sama
- Marilyn Monroe – ona sama (zdjęcia archiwalne)
- Hugh Hefner – on sam
- Yvette Vickers – ona sama
- Sally Todd – ona sama
- Eve Meyer – ona sama (zdjęcia archiwalne)
- Claudia Jennings – ona sama (zdjęcia archiwalne)